# 吉井幸蔵

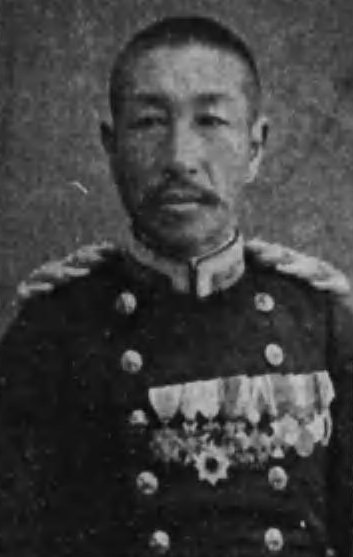
吉井幸蔵

吉井 幸蔵（よしい こうぞう、1856年1月2日（安政2年11月25日） - 1927年（昭和2年）10月7日）は、日本の海軍軍人、政治家。伯爵。海軍少佐、貴族院議員。水難救済会会長。

## 経歴
薩摩藩士・吉井友実の長男として生まれる。1869年、イギリスへ私費留学。1872年に海軍生徒となり、アメリカ、ドイツ、イギリスへ留学。1877年2月に帰国。1881年11月に海軍兵学校（8期）を卒業し、1883年11月、海軍少尉任官。「比叡」分隊長、軍事部、参謀本部海軍部第3局員などを経て、1886年7月から翌年6月まで海軍大臣・西郷従道に随行してヨーロッパ各国へ出張する。
その後、海軍参謀部副官、参謀本部出仕、欧州出張（有栖川宮威仁親王随行）、海軍参謀部第3課員、「扶桑」分隊長、参謀本部出仕、参謀本部第3課員、「摩耶」「千代田」「磐城」の各分隊長などを歴任した。日清戦争では「秋津洲」分隊長として出征し、豊島沖海戦、黄海海戦を戦う。1894年12月に海軍少佐に進級し「武蔵」副長となった。1895年に侍従武官となり、同年12月に待命。1897年4月、予備役に編入された。同年5月、大日本帝国水難救済会第2代会長となり、以後死去するまでボランティアによる海難救助を目的とする同会の組織育成に尽くした。1905年11月1日に退役。
1891年5月、父の死去に伴い伯爵を襲爵。1897年4月15日、貴族院伯爵議員補欠選挙で当選し、1925年7月9日まで貴族院議員を務めた。この間、1911年には鈴木商店が買収した神戸製鋼所の監査役に就任。また、1922年5月、帝国農会に倣って組織された官製系統団体帝国水産会の初代会長となり、1927年までその地位にあった。
1926年4月20日、隠居した。事業失敗による莫大な借金があり、角筈の邸宅も売却、家督を相続した吉井勇は負債を抱えた。

## 栄典・授章・授賞
位階
- 1884年（明治17年）10月3日 - 従五位[8]
- 1914年（大正3年）7月20日 - 正三位[9]

勲章等
- 1894年（明治27年）11月24日 - 勲六等瑞宝章[10]
- 1895年（明治28年）9月27日 - 単光旭日章・功五級金鵄勲章[11]
- 1906年（明治39年）4月1日 - 勲四等旭日小綬章[12]

## 家族親族
- 二男（嗣子) 吉井勇（歌人）
- 娘・花子 ‐ 長田馨の妻
- 娘・百合 ‐ 伊達徳真の妻。徳真は伊達宗徳の孫(宗徳三男・伊達紀隆の子）で、東大工学部卒、鐘紡取締役、同総合研究所所長[13][14]。徳真の弟に伊達宗彰
- 弟 高島友武（陸軍中将）
- 妹 大山沢（大山巌の妻）

## 著作等
- 「再び我が救済会の事業に就て」会長伯爵吉井幸蔵、帝国水難救済会機関誌『海』20、1906年10月25日
- 「我水難救済事業発展の方針--慈善と徽章に就て」会長伯爵吉井幸蔵、帝国水難救済会機関誌『海』8年4号、1907年4月25日